# Janek Kiisman
Janek Kiisman (* 3. Januar 1972 in Tartu) ist ein ehemaliger estnischer Fußballspieler.
Er spielte unter anderen bei Flora Tallinn, Tervis Pärnu und Tulevik Viljandi. Seine Karriere beendete er beim FC Santos Tartu, der Fußballabteilung des estnischen Eishockeyklubs und Hauptvereins Tartu Välk 494. Des Weiteren wurde er zu acht Einsätzen in der Nationalmannschaft Estlands berufen.